# Joachim Escher (Mathematiker)

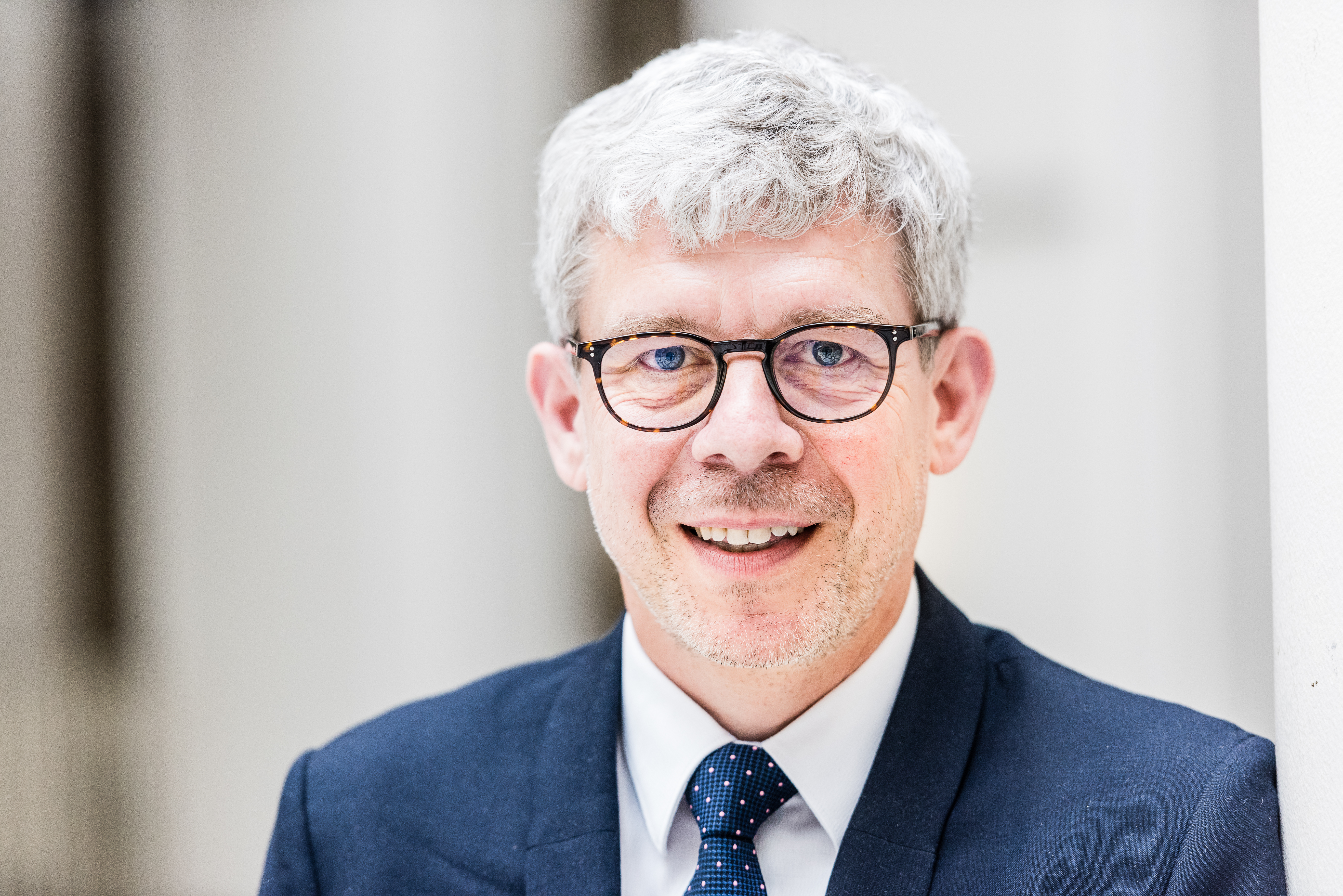
Joachim Escher im Lichthof der Leibniz Universität Hannover

Joachim Escher (* 24. März 1962 in Lörrach) ist ein deutscher Mathematiker und Hochschullehrer. Er ist Professor an der Leibniz Universität Hannover und dort seit Januar 2015 als Vizepräsident für Berufungsangelegenheiten, Personalentwicklung und wissenschaftliche Weiterbildung tätig.

## Leben
Joachim Escher wuchs in der Schweiz auf und studierte an der Universität Zürich Mathematik, theoretische Physik und Astronomie. 1991 promovierte er dort mit der Arbeit „Über quasilineare parabolische Probleme“ bei Herbert Amann und ging mit einem post-doc-Stipendium nach Besançon. Anschließend war er zwei Jahre Assistent in Basel, wo er sich 1996 mit einer Arbeit „Freie Ränder in porösen Medien“ habilitierte. 1997 erhielt er einen Ruf an die Universität Kassel, später wechselte er an die Universität Hannover.
Seit 2012 ist er Chefherausgeber der Zeitschrift "Nonlinear Analysis: Real World Applications". Des Weiteren ist er Mitherausgeber von "Nonlinear Analysis: Theory, Methods and Applications", "Monatshefte für Mathematik", "Journal for Evolution Equations", "Open Mathematics; Editorial Advisory Board" und "Electronic Journal of Differential Equations". Von 2005 bis 2011 war er Mitherausgeber des „SIAM Journal on Mathematical Analysis“ (SIAM).
Er befasst sich mit partiellen Differentialgleichungen speziell mit der mathematischen Strömungsmechanik, geometrischen Evolutionsgleichungen und freien Randwertaufgaben. Er arbeitet intensiv an der mathematischen Modellierung von Wasserwellen.
Zusammen mit seinem Doktorvater Herbert Amann verfasste Joachim Escher ein dreiteiliges Lehrbuch zur Analysis.
Er war 2021/22 Vizepräsident und ist 2023/24 Präsident der Deutschen Mathematiker-Vereinigung.

## Schriften (Auswahl)
- Joachim Escher, Adrian Constantin: Analyticity of periodic traveling free surface water waves, Annals of Math. Band 173,  2011,  559–568.
- Joachim Escher, Adrian Constantin: Wave breaking for nonlinear nonlocal shallow water equations. Acta Mathematica, Band 181,  1998,  229–243.
- Joachim Escher, Bogdan Matioc: On the analyticity of periodic gravity water waves with integrable vorticity function. Differential Integral Equations,  Band 27, 2014, 217–232.
- Joachim Escher, Zhaoyang Yin: Initial boundary value problems for nonlinear dispersive wave equations. J. Funct. Anal. Band 256, 2009, 479–508.
- Joachim Escher, Zhaoyang Yin: Well-posedness, blow-up phenomena, and global solutions for the b-equation. J. Reine Angew. Math. Band 624, 2008, 51–80.
- Joachim Escher, Boris Kolev: Geodesic completeness for Sobolev Hs-metrics on the diffeomorphism group of the circle, J. Evol. Equ. Band 14, 2014, 949–968.
- Joachim Escher, Kazuo Ito: Some dynamic properties of volume preserving curvature driven flows. Math. Ann. Band 333, 2005, 213–230.
- Joachim Escher, Anca Matioc, Bogdan Matioc: A generalized Rayleigh-Taylor condition for the Muskat problem, Nonlinearity Band 25, 2012, 73–92.
- Classical solutions to a moving boundary problem for an elliptic-parabolic system. Interfaces Free Boundaries, Band 6, 2004, 175–193.
- Joachim Escher, Phillipe Laurençot, Christoph Walker: A parabolic free boundary problem modeling electrostatic MEMS, Arch. Ration. Mech. Anal. Band 211,  2014, 389–417.
- Herbert Amann, Joachim Escher: Analysis I, Birkhäuser, Basel 2006, ISBN 3-7643-7755-0.
- Analysis II, Birkhäuser, Basel 2006, ISBN 3-7643-7105-6.
- Analysis III, Birkhäuser, Basel 2001, ISBN 3-7643-6613-3.

## Preise und Auszeichnungen
- Joachim Escher ist seit 2019 ordentliches Mitglied der Braunschweigische Wissenschaftliche Gesellschaft (BWG).